# Georges Cogels

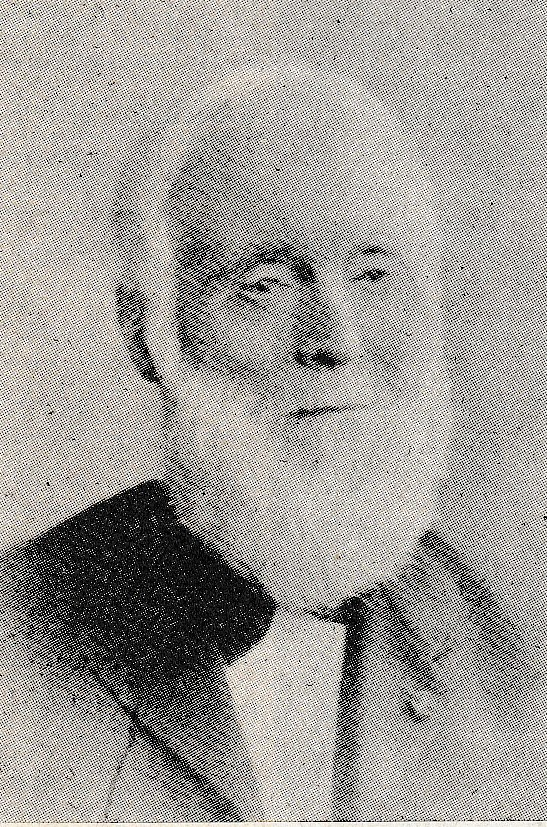
Georges Cogels

Georges Marie Joseph Cogels (Antwerpen, 21 juni 1809 – Deurne, 5 juli 1888) was een Belgisch politicus. Hij was burgemeester van Deurne.

## Biografie
Georges Cogels was de vierde van negen kinderen van de orangist Albert Cogels en een oudere broer van John Cogels, schepen van Antwerpen en senator. Rond 1830 was hij kapitein bij de Burgerwacht van Antwerpen.
Hij werd inspecteur van de buurtspoorwegen voor het 5de district van het arrondissement Antwerpen en dijkgraaf van de polder Ferdinand.
In oktober 1839 werd hij gemeenteraadslid en op 2 juli 1840 burgemeester van Deurne, een ambt dat hij tot 3 januari 1885 bekleedde. Gemeenteraadslid bleef hij nog tot in oktober 1887.
Hij bleef vrijgezel en bewoonde het Kasteel Ter Rivieren in het Rivierenhof te Deurne, waar hij ook overleed.
Vanaf het einde van de jaren 1850 bleef Deurne geklemd tussen de nieuwe grote vestingengordel rond Antwerpen en een vooruitgeschoven fortenreeks (fort I tot VIII). Dit zorgde voor beroering omwille van de erfdienstbaarheden die de gronden bezwaarden tot op 585 m rond de versterkingen: er mocht niet meer gebouwd noch verbouwd worden, met aanzienlijke waardeverminderingen tot gevolg. Voor Deurne ging het om 300 ha bezwaarde grond, en de gemeenteraad protesteerde dan ook hevig en eiste schadevergoedingen. Burgemeester Georges Cogels, als grootgrondbezitter zelf betrokken partij, was een van de hoofdfiguren van de politieke agitatie die uiteindelijk leidde tot de oprichting van de Antwerpse Meetingpartij. In 1874 werd Cogels voor deze partij in de provincieraad verkozen. Hij verdween daar echter al uit in 1876 toen de liberalen in het kanton Antwerpen de overwinning behaalden.  
In Deurne bleef de katholieke meerderheid bestendig besturen. In 1874 waren er voor het eerst liberale tegenkandidaten en opnieuw in 1878. Cogels' partijgangers loofden zijn vaderlijk bestuur, terwijl de liberalen hem dictatoriaal optreden verweten. Deurne bleef onder Cogels een landelijke nederzetting. De bevolking steeg van 2200 inwoners in 1837 maar 5150 in 1875. De nieuwe bewoners waren voornamelijk arbeidersgezinnen die uit de Kempen kwamen. Tijdens de schoolstrijd (1879-1884) streed de katholieke burgemeester en zijn gemeentebestuur tegen de regering. Cogels zorgde voor de bouw van een vrije katholieke jongensschool (1879).